# Manuel Noriega
Manuel Antonio Noriega Moreno (11. veljače 1934., Panama City - 30. svibnja 2017., Panama City) je bio bivši panamski diktator i vojni vođa.
Rodio se u Panama Cityu, a obrazovao se u vojnim školama u domovini i Peruu. 
Umro je 29. svibnja 2017. godine u bolnici u Panama Cityju, gdje se oporavljao nakon operacije tumora na mozgu.